# Pedicularis flammea
Pedicularis flammea es una planta de la familia Orobanchaceae.

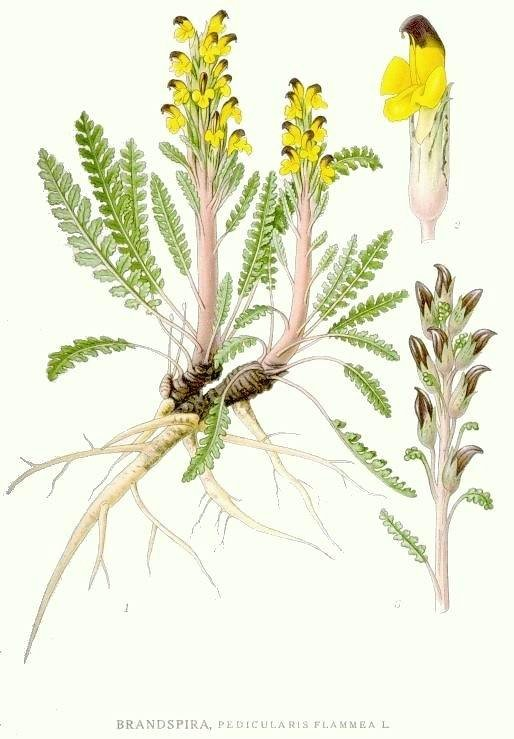
Ilustración

## Caracteres
Como Pedicularis oederi pero con flores más pequeñas, de hasta 12 mm, amarillas con la mayor parte del labio superior rojo oscuro; cáliz pelosos, a menudo moteado de rojo. Cápsula por lo menos el doble de largo que el cáliz (aprox. 1 vez y media más larga en Pedicularis oederi). Planta perenne, erecta, foliosa, de hasta 10 cm.

## Hábitat
Lugares húmedos.

## Distribución
En Islandia, Noruega, Suecia y Groenlandia.

## Taxonomía
Pedicularis flammea fue descrita por Carlos Linneo y publicado en Species Plantarum 609 1753.
Etimología
Pedicularis: nombre genérico que deriva de la palabra latína pediculus que significa "piojo", en referencia a la antigua creencia inglesa de que cuando el ganado pastaba en estas plantas, quedaban infestados con piojos.
flammea: epíteto latíno que significa "como flama"
Sinonimia
- Pedicularis flammea f. flammea